# Heliaster kubiniji
Espèce
Heliaster kubiniji est une espèce d'étoiles de mer de l'ordre des Forcipulatida. Elle vit dans l'estran le long de la côte du Pacifique, de la Californie au Nicaragua.

## Systématique
L'espèce Heliaster kubiniji a été initialement décrite en 1860 par le zoologiste hongrois John Xantus de Vesey (1825-1894).

## Description
Heliaster kubiniji est une étoile épineuse semblable à l'Acanthaster pourpre, mais dépourvue de piquants acérés. Les jeunes Heliaster kubiniji qui viennent de subir une métamorphose ont cinq bras, mais ces derniers se multiplient avec le temps, et les adultes possèdent de 18 à 25 bras. Les grands individus, de couleur mauve, présentent des taches et des bandes noires et vertes, alors que les jeunes sont de couleur plus sombre. Leur diamètre maximal est d'environ 15 cm.

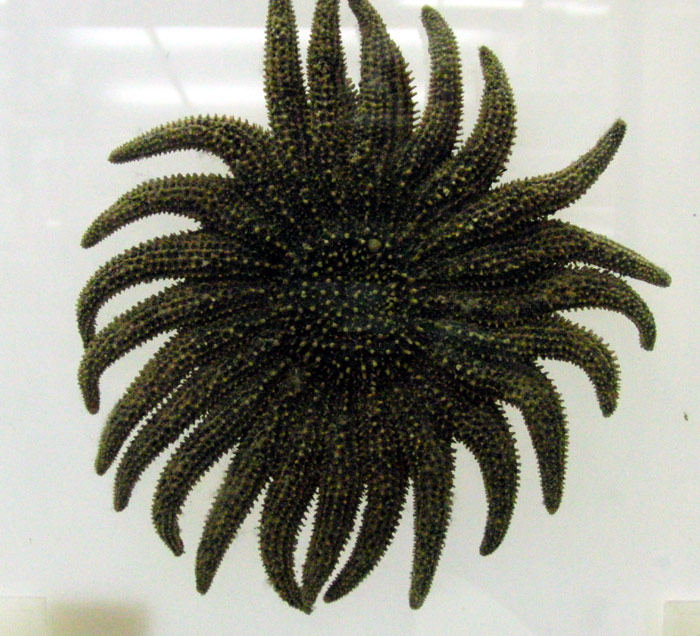
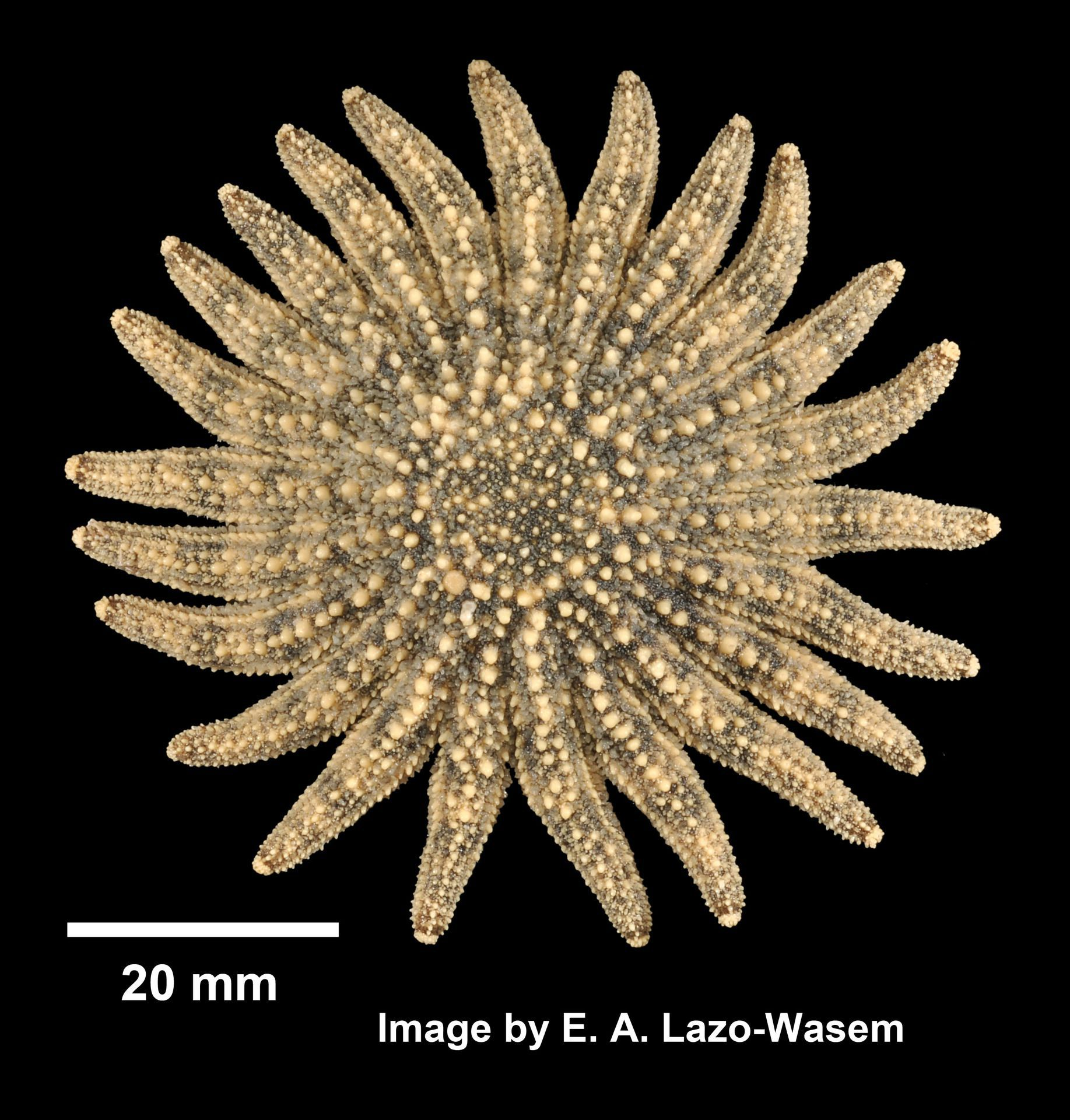

## Répartition
Il s'agit d'une espèce indigène qui s'étend depuis le cap Mendocino, en Californie, jusqu'au Nicaragua, dans l'Est de l'océan Pacifique.

## Biologie
Heliaster kubiniji est un prédateur qui se nourrit de tout aliment qu'il peut trouver, y compris les cirripèdes, les bivalves, les gastéropodes, les anémones de mer, les chitons, les holothuries et les crabes.
En 1978, le syndrome du dépérissement de l'étoile de mer ravagea cette espèce dans le golfe de Californie. Auparavant, elle était très courante sur les roches et rochers de l'estran, où sa densité atteignait un individu par mètre carré. Le déclin de la population fut relié aux températures de l'eau supérieures à la normale et aux changements apportés par le phénomène El Niño. Après s’être presque éteinte dans le golfe, l'espèce ne s'était pas encore rétablie dans de nombreuses zones en 2000. Comme cette étoile de mer était un prédateur de niveau trophique supérieur, des chercheurs s'attendaient que sa quasi-disparition ait de profonds effets sur l'écosystème,. Cependant, l'espèce prédatrice Morula ferruginosa s'est multipliée et a contenu la population des cirripèdes dont l'étoile de mer se nourrissait auparavant et tenu l'écosystème en équilibre.

## Étymologie
Son épithète spécifique, kubiniji, lui a été donnée en l'honneur de M. Kubiniji, alors directeur du musée national hongrois dans l'ancienne ville de Pest.

## Publication originale
- (en) John Xantus, « Descriptions of three new species of starfishes from Cape St. Lucas », Proceedings of the Academy of Natural Sciences of Philadelphia, Philadelphie, Académie des sciences naturelles de Philadelphie,‎ 1860, p. 568 (ISSN 0097-3157 et 1938-5293, OCLC 1382862, lire en ligne).